# آيت بويعقوب (ملوية)
آيت بويعقوب هو دُوَّار يقع بجماعة القباب، إقليم خنيفرة، جهة بني ملال خنيفرة في المملكة المغربية. ينتمي الدوّار لمشيخة ملوية التي تضم 3 دواوير. يقدر عدد سكانه بـ 1094 نسمة حسب الإحصاء الرسمي للسكان والسكنى لسنة 2004.

## وصلات خارجية
- البوابة الوطنية للجماعات الترابية
- المندوبية السامية للتخطيط